# Ramche (Sindhupalchowk)
Ramche (trl. Rāmce, trb. Ramće) – gaun wikas samiti w środkowej części Nepalu  w strefie Bagmati w dystrykcie Sindhupalchowk. Według nepalskiego spisu powszechnego z 2001 roku liczył on 737 gospodarstw domowych i 3711 mieszkańców (1795 kobiet i 1916 mężczyzn).